# Tour de France 1949
36. Tour de France rozpoczął się 30 czerwca, a zakończył 24 lipca 1949 roku w Paryżu. W klasyfikacji generalnej i górskiej zwyciężył Włoch Fausto Coppi, a w klasyfikacji drużynowej najlepsza była reprezentacja Włoch.

## Drużyny
- Włochy
- Belgia
- Francja
- Szwajcaria
- Luksemburg
- Holandia
- Hiszpania
- Włochy B
- Belgia B
- Île-de-France
- Ouest-Nord
- Centre-Sud-Ouest
- Sud-Est

## Etapy
| Etap | Data       | Trasa                             | Dystans    | Zwycięzca           | Lider wyścigu     |
| ---- | ---------- | --------------------------------- | ---------- | ------------------- | ----------------- |
| 1    | 30 czerwca | Paryż – Reims                     | 182 km     | Marcel Dussault     | Marcel Dussault   |
| 2    | 1 lipca    | Reims – Bruksela                  | 273 km     | Roger Lambrecht     | Roger Lambrecht   |
| 3    | 2 lipca    | Bruksela – Boulogne-sur-Mer       | 211 km     | Norbert Callens     | Norbert Callens   |
| 4    | 3 lipca    | Boulogne-sur-Mer – Rouen          | 185 km     | Lucien Teisseire    | Jacques Marinelli |
| 5    | 4 lipca    | Rouen – Saint-Malo                | 293 km     | Ferdi Kübler        | Jacques Marinelli |
| 6    | 5 lipca    | Saint-Malo – Les Sables-d’Olonne  | 305 km     | Adolphe Deledda     | Jacques Marinelli |
| 7    | 7 lipca    | Les Sables-d’Olonne – La Rochelle | ITT 92 km  | Fausto Coppi        | Jacques Marinelli |
| 8    | 8 lipca    | La Rochelle – Bordeaux            | 262 km     | Guy Lapébie         | Jacques Marinelli |
| 9    | 9 lipca    | Bordeaux – San Sebastián          | 228 km     | Louis Caput         | Jacques Marinelli |
| 10   | 10 lipca   | San Sebastián – Pau               | 192 km     | Fiorenzo Magni      | Fiorenzo Magni    |
| 11   | 12 lipca   | Pau – Luchon                      | 193 km     | Jean Robic          | Fiorenzo Magni    |
| 12   | 13 lipca   | Luchon – Tuluza                   | 134 km     | Rik Van Steenbergen | Fiorenzo Magni    |
| 13   | 14 lipca   | Tuluza – Nîmes                    | 289 km     | Émile Idée          | Fiorenzo Magni    |
| 14   | 15 lipca   | Nîmes – Marsylia                  | 199 km     | Jean Goldschmit     | Fiorenzo Magni    |
| 15   | 16 lipca   | Marsylia – Cannes                 | 215 km     | Désiré Keteleer     | Fiorenzo Magni    |
| 16   | 18 lipca   | Cannes – Briançon                 | 275 km     | Gino Bartali        | Gino Bartali      |
| 17   | 19 lipca   | Briançon – Aosta                  | 257 km     | Fausto Coppi        | Fausto Coppi      |
| 18   | 21 lipca   | Aosta – Lozanna                   | 265 km     | Vincenzo Rossello   | Fausto Coppi      |
| 19   | 22 lipca   | Lozanna – Colmar                  | 283 km     | Raphaël Géminiani   | Fausto Coppi      |
| 20   | 23 lipca   | Colmar – Nancy                    | ITT 137 km | Fausto Coppi        | Fausto Coppi      |
| 21   | 24 lipca   | Nancy – Paryż                     | 340 km     | Rik Van Steenbergen | Fausto Coppi      |

## Liderzy klasyfikacji po etapach
| Etap                 | Zwycięzca            | Klasyfikacja generalna | Klasyfikacja górska | Klasyfikacja drużynowa |
| -------------------- | -------------------- | ---------------------- | ------------------- | ---------------------- |
| 1                    | Marcel Dussault      | Marcel Dussault        | brak                | ?                      |
| 2                    | Roger Lambrecht      | Roger Lambrecht        | brak                | ?                      |
| 3                    | Norbert Callens      | Norbert Callens        | brak                | ?                      |
| 4                    | Lucien Teisseire     | Jacques Marinelli      | brak                | Francja                |
| 5                    | Ferdi Kübler         | Jacques Marinelli      | brak                | Île-de-France          |
| 6                    | Adolphe Deledda      | Jacques Marinelli      | brak                | Île-de-France          |
| 7                    | Fausto Coppi         | Jacques Marinelli      | brak                | Île-de-France          |
| 8                    | Guy Lapébie          | Jacques Marinelli      | brak                | Île-de-France          |
| 9                    | Louis Caput          | Jacques Marinelli      | brak                | Île-de-France          |
| 10                   | Fiorenzo Magni       | Fiorenzo Magni         | brak                | Île-de-France          |
| 11                   | Jean Robic           | Fiorenzo Magni         | Fausto Coppi        | Włochy                 |
| 12                   | Rik Van Steenbergen  | Fiorenzo Magni         | Fausto Coppi        | Włochy                 |
| 13                   | Émile Idée           | Fiorenzo Magni         | Fausto Coppi        | Włochy                 |
| 14                   | Jean Goldschmit      | Fiorenzo Magni         | Fausto Coppi        | Włochy                 |
| 15                   | Désiré Keteleer      | Fiorenzo Magni         | Fausto Coppi        | Île-de-France          |
| 16                   | Gino Bartali         | Gino Bartali           | Fausto Coppi        | Włochy                 |
| 17                   | Fausto Coppi         | Fausto Coppi           | Fausto Coppi        | Włochy                 |
| 18                   | Vincenzo Rossello    | Fausto Coppi           | Fausto Coppi        | Włochy                 |
| 19                   | Raphaël Géminiani    | Fausto Coppi           | Fausto Coppi        | Włochy                 |
| 20                   | Fausto Coppi         | Fausto Coppi           | Fausto Coppi        | Włochy                 |
| 21                   | Rik Van Steenbergen  | Fausto Coppi           | Fausto Coppi        | Włochy                 |
| Klasyfikacja końcowa | Klasyfikacja końcowa | Fausto Coppi           | Fausto Coppi        | Włochy                 |

## Klasyfikacje
|     | Zawodnik          | Zespół        | Czas         |
| --- | ----------------- | ------------- | ------------ |
| 1.  | Fausto Coppi      | Włochy        | 149h 40' 49" |
| 2.  | Gino Bartali      | Włochy        | +10' 55"     |
| 3.  | Jacques Marinelli | Île-de-France | +25' 13"     |
| 4.  | Jean Robic        | Ouest-Nord    | +34' 28"     |
| 5.  | Marcel Dupont     | Belgia B      | +38' 59"     |
| 6.  | Fiorenzo Magni    | Włochy B      | +42' 10"     |
| 7.  | Stan Ockers       | Belgia        | +44' 35"     |
| 8.  | Jean Goldschmit   | Luksemburg    | +47' 24"     |
| 9.  | Apo Lazaridès     | Francja       | +52' 28"     |
| 10. | Pierre Cogan      | Ouest-Nord    | +1h 08' 55"  |

|    | Zawodnik         | Zespół     | Punkty |
| -- | ---------------- | ---------- | ------ |
| 1. | Fausto Coppi     | Włochy     | 81     |
| 2. | Gino Bartali     | Włochy     | 68     |
| 3. | Jean Robic       | Ouest-Nord | 62     |
| 4. | Apo Lazaridès    | Francja    | 47     |
| 5. | Lucien Lazaridès | Francja    | 29     |

### Drużynowa
| Poz. | Kraj          | Czas         |
| ---- | ------------- | ------------ |
| 1.   | Włochy        | 450h 35' 23" |
| 2.   | Ouest-Nord    | +2h 10' 21"  |
| 3.   | Luksemburg    | +2h 18' 16"  |
| 4.   | Francja       | +2h 33' 08"  |
| 5.   | Île-de-France | +2h 41' 36"  |